# SS Edmund Fitzgerald
SS Edmund Fitzgerald (også kaldet Mighty Fitz, The Fitz og The Big Fitz) var et amerikansk fragtskib, som sejlede i Great Lakes-distriktet i Nordamerika. Fra 1958 til 1971 var det et af de største skibe der sejlede på søerne.
SS Edmund Fitsgerald sank pludselig d. 10. november 1975 på 160 m vand uden forudgående udsendelse af nødsignal. Stedet for forliset (46°59.9′N 85°06.6′V / 46.9983°N 85.1100°V) var ca. 27 km fra indsejlingen til Whitefish Bay. Alle ombordværende omkom.
Gordon Lightfoot har skrevet en sang om forliset, The Wreck of the Edmund Fitzgerald.
| Skib | Spire Denne artikel om skibe eller både er en spire som bør udbygges. Du er velkommen til at hjælpe Wikipedia ved at udvide den. |